# バリナマラード・ユナイテッドFC
バリナマラード・ユナイテッド・フットボールクラブ（英語: Ballinamallard United Football Club）は、北アイルランドのファーマナ県のバリナマラードをホームタウンとするサッカークラブ。

## 歴史
最初のクラブは1892年に存在していたと言う事例証拠はあるが、設立時の公式記録はなく、1975年に現在のクラブが再創設された。チームはファーマナ・アンド・ウエスタンのディビジョン4に加盟し、1982-83シーズンにはディビジョン1まで上り詰めた。
1989年12月1日、1990-91シーズンのアイリッシュ・フットボールリーグ・Bディビジョンへの加盟が認められた。1995年、アイリッシュ・インターミディエイト・カップ初優勝を果たした。ファーマナ県のチームがインターミディエイト・カップで優勝するのは初めての出来事だった。2002-03シーズンはアイリッシュ・フットボールリーグ・セカンドディビジョンで優勝を果たした。1890年に創設されたアイリッシュ・フットボールリーグの113年の歴史の中で、ファーマナ県のクラブとして初めて優勝を飾った。2005年にファーストディビジョンから降格したが、2008年のリーグ再編成に伴ってIFAチャンピオンシップに昇格した。2011-12シーズンはIFAチャンピオンシップ1で優勝し、IFAプレミアシップ昇格を果たした。バリナマラードはトップディビジョンに昇格した初めてのファーマナ県のクラブとなった。

## タイトル
- NIFLチャンピオンシップ1：1回
  - 2011-12

出典

## 過去の成績
| シーズン | リーグ                 | 順位 | 試 | 勝 | 分 | 敗 | 得 | 失 | 差  | 点 |
| -------- | ---------------------- | ---- | -- | -- | -- | -- | -- | -- | --- | -- |
| 2008-09  | IFAチャンピオンシップ  | 05位 | 32 | 19 | 6  | 7  | 73 | 47 | +26 | 63 |
| 2009-10  | IFAチャンピオンシップ1 | 06位 | 26 | 10 | 8  | 8  | 36 | 29 | +7  | 38 |
| 2010-11  | IFAチャンピオンシップ1 | 05位 | 26 | 11 | 6  | 9  | 45 | 38 | +7  | 39 |
| 2011-12  | IFAチャンピオンシップ1 | 01位 | 26 | 20 | 3  | 3  | 62 | 24 | +38 | 63 |
| 2012-13  | IFAプレミアシップ      | 05位 | 38 | 15 | 8  | 15 | 49 | 43 | +6  | 53 |
| 2013-14  | NIFLプレミアシップ     | 10位 | 38 | 10 | 9  | 19 | 35 | 70 | -35 | 39 |
| 2014-15  | NIFLプレミアシップ     | 09位 | 38 | 10 | 9  | 19 | 40 | 71 | -31 | 39 |